# Hayley Simmonds
Pour les articles homonymes, voir Simmonds.
Hayley Simmonds née le 22 juillet 1988 à Redditch, est une coureuse cycliste britannique. Elle est championne de Grande-Bretagne du contre-la-montre en 2015 et 2016. 

## Biographie
Hayley Simmonds souffre d'un certain surpoids lors de son adolescence. Elle fait partie de l'équipe d'aviron à l'Université de Cambridge et devient progressivement plus en forme. Elle prépare une thèse en chimie organique. Elle se met au cyclisme sur conseil de son petit ami et parce que l'aviron lui prend trop de temps. Elle se dirige directement vers le contre-la-montre. Elle commence à courir des courses en ligne en 2013,,.
En 2014 et 2015, elle fait partie de l'équipe Velosport-Pasta Montegrappa. En 2015, elle remporte le championnat de Grande-Bretagne du contre-la-montre. En août, elle établit un nouveau record national des 10 miles en 19 min 46 s. Elle participe également aux championnats du monde et termine vingt-sixième.
Simmonds intègre en avril 2023 une structure créée par Movistar qui se consacre aux courses de gravel.

## Palmarès sur route

### Palmarès par années
- 2015
  -  Championne de Grande-Bretagne du contre-la-montre
  - 3e du Chrono champenois
- 2016
  -  Championne de Grande-Bretagne du contre-la-montre
  - 2e du Chrono des Nations-Les Herbiers-Vendée
- 2017
  - 3e étape du Tour de Thuringe
  - 3e du Tour de Thuringe
  - 3e du Chrono des Nations-Les Herbiers-Vendée
- 2018
  - 2e de Ljubljana-Domzale-Ljubljana TT
  -  Médaillée de bronze du contre-la-montre aux Jeux du Commonwealth
  - 3e du Chrono champenois
  - 8e du championnat d'Europe du contre-la-montre
- 2019
  -  Médaillée de bronze du contre-la-montre aux Jeux européens
  - 2e du championnat de Grande-Bretagne du contre-la-montre
  - 7e du championnat d'Europe du contre-la-montre

### Classements mondiaux
| Année                                 | 2014 | 2015 | 2016 | 2017 | 2018 | 2019 | 2020 | 2021 | 2022 | 2023  |
| ------------------------------------- | ---- | ---- | ---- | ---- | ---- | ---- | ---- | ---- | ---- | ----- |
| Classement UCI                        | 181e | 109e | 106e | 70e  | 152e | 91e  | nc   | 606e | nc   | 1095e |
| UCI World Tour                        |      |      | nc   | nc   | nc   | 225e | nc   | 152e | nc   | nc    |
|                                       |      |      |      |      |      |      |      |      |      |       |
| Légende : nc = non classéSource : UCI |      |      |      |      |      |      |      |      |      |       |